# Caça
|  | Per a altres significats, vegeu «Caça (desambiguació)». |

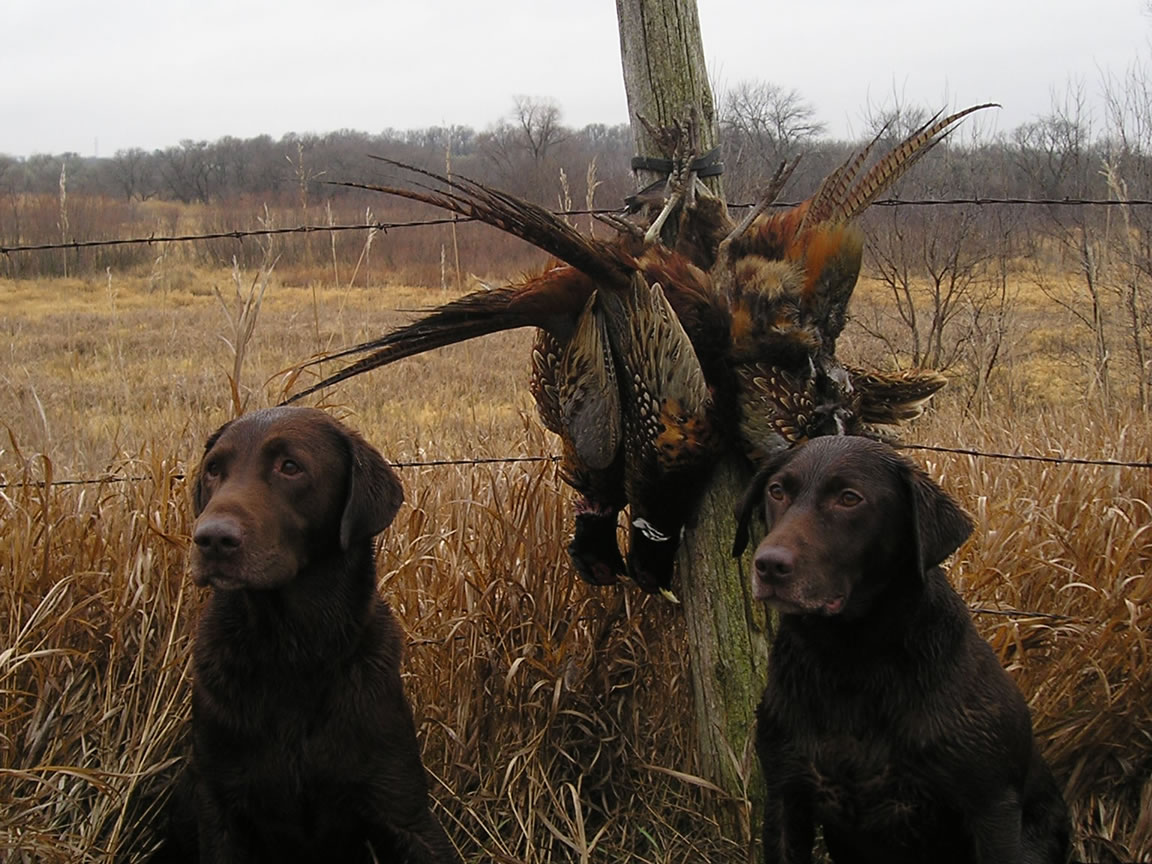
Gossos de caça i els faisans que han ajudat a caçar.

La caça és l'activitat per mitjà de la qual s'obtenen animals per a l'alimentació, lleure, comerç, pel seu aprofitament com a primera matèria o per ser considerats nocius. La finalitat de l'acció de caçar pot ser mortal per al caçat o no (limitant-se a atrapar-lo). En l'actualitat el terme es refereix sovint a la pràctica esportiva, que està regulada, però també existeix la caça furtiva o il·legal.
Una definició força consensuada entre els caçadors és la que diu: Acció encaminada a desentranyar les lleis de la natura i les pautes de conducta dels animals silvestres amb ànim de cobrar-los o atrapar-los legalment, amb respecte vers l'animal i en el seu terreny.

## Història

### Prehistòria

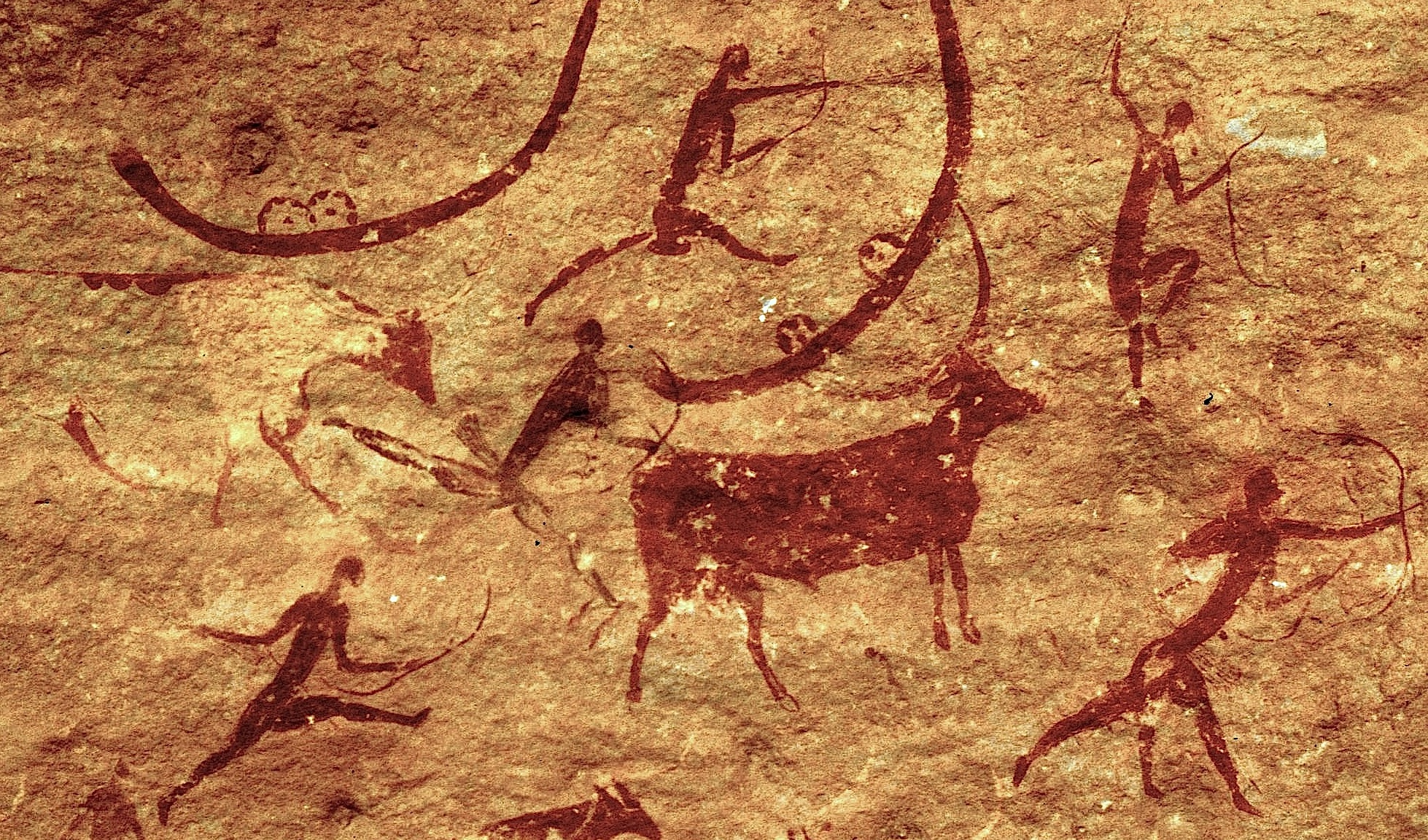
Pintures rupestres amb motius de caça, conservats a una zona actualment desèrtica d'Algèria.

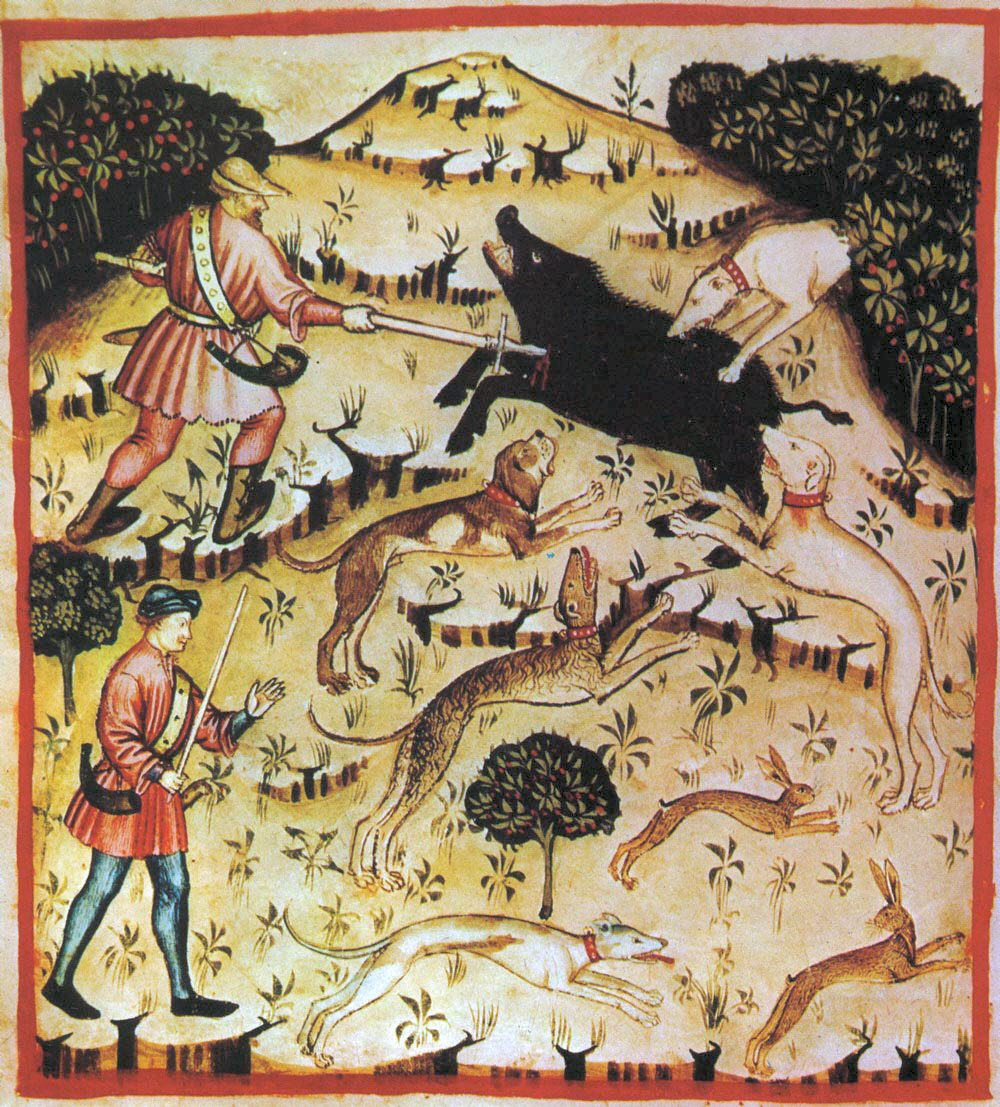
Pintura de la caça del senglar,.

Durant el Paleolític les societats caçadores-recol·lectores caçaven diversos animals, amb els quals aconseguien una aportació clau sovint minoritària però rellevant en la seva alimentació. També n'obtenien matèries primeres com la pell, tendons i ossos amb els quals fabricar eines, armes i roba. Diverses societats mantenen o han mantingut pràctiques semblants fins a l'actualitat. En són exemples els inuit a les regions àrtiques, on era l'única font d'alimentació a més de la pesca, els pigmeus a l'Àfrica i diverses tribus en zones selvàtiques i insulars. Per altra banda tenia en moltes cultures una importància ritual, present per exemple en la iniciació dels joves adults, la qual cosa encara persisteix en algunes cultures indígenes. Amb la revolució neolítica i l'adveniment de la ramaderia i la domesticació dels animals, la caça perdé importància com a mètode de subsistència.

### Edats antiga i mitjana
L'activitat de caça va seguir en les civilitzacions històriques. Per exemple a la Grècia antiga i altres civilitzacions de l'Àsia Menor era una activitat practicada per l'aristocràcia. A tall d'exemple el militar i escriptor grec Xenofont fou un gran practicant de la caça i n'escriví un llibre al respecte: Cinegètic.

### Edat mitjana
A l'Europa feudal la tradició de l'edat antiga va seguir i en molts països els nobles i reis tenien reserves exclusives de caça. Aquesta activitat gaudia d'un gran prestigi entre la noblesa, esdevenint un símbol d'estatus, una activitat social i amb múltiples receptes que empraven animals de caça. En el nostre context destaca el rei Joan I, dit el caçador, rei d'Aragó i comte de Barcelona que visqué al segle xiv i fou un gran practicant de la cacera.

## Animals de caça

### Preses
La caça es divideix en caça major i caça menor segons segons el tipus de presa. El primer tipus inclou grans mamífers, com per exemple cérvols, senglars, lleons, elefants, etc. mentre que en el segon es troben moltes aus (colom, guatlla, ànec salvatge, etc.) i petits mamífers com, per exemple, les llebres.
Alguns d'aquests animals amb el temps han esdevingut animals de granja, domesticats per l'home: com el conill, etc.

### Caçadors
Altres animals han ajudat tradicionalment l'home en la cacera, sobretot els gossos, però també altres com, per exemple, falcons (vegeu falconeria). Els cavalls es poden usar com a mitjà de transport.

## Tècniques

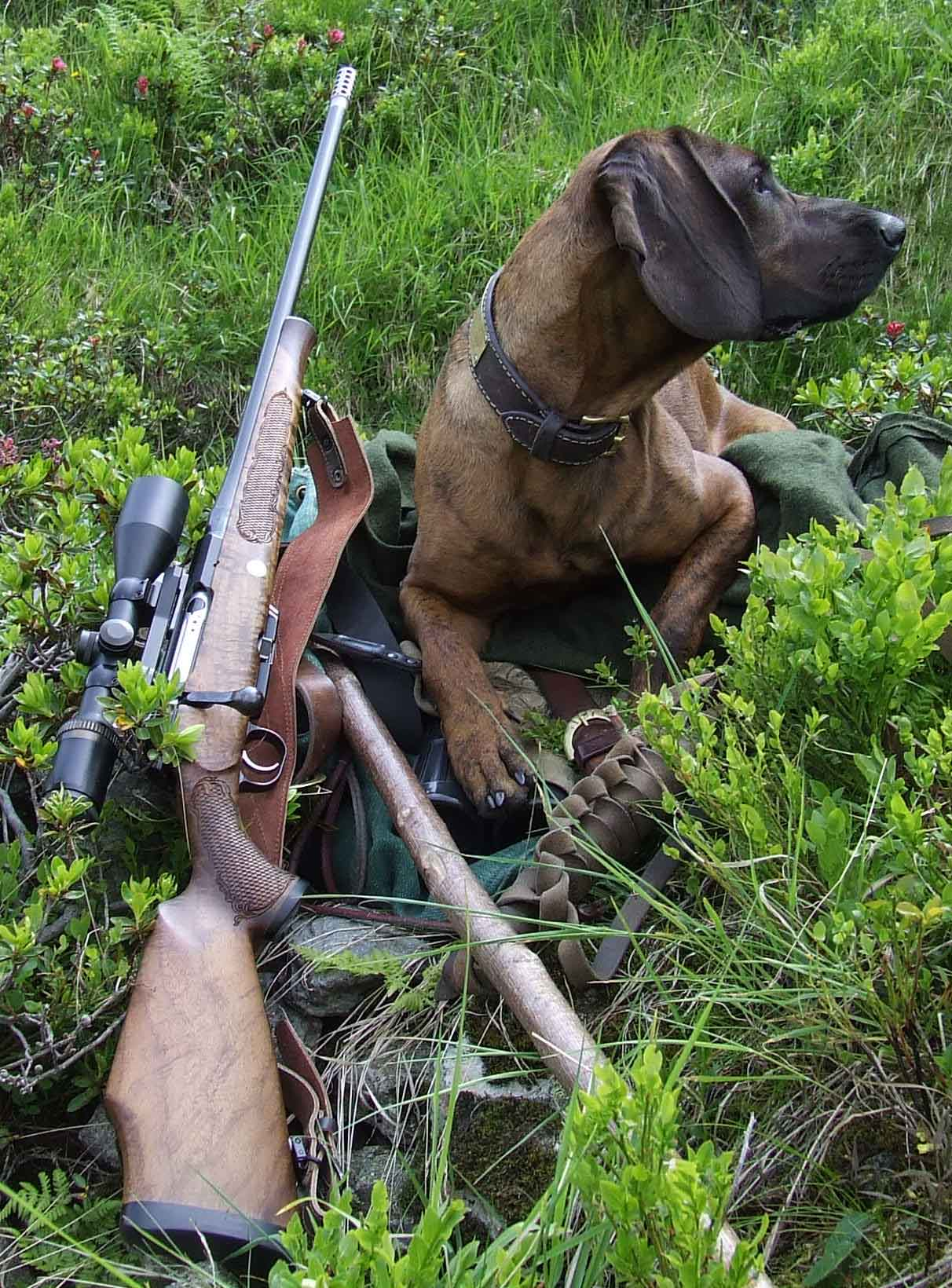
Fusell de forrellat amb mira telescòpica i gos de caça al Tirol.

Es pot caçar amb diverses tècniques, entre les quals destaquen:
- Utilitzar gossos, per rastrejar animals i els seus amagatalls.
- Rastrejar-los a partir de les petjades o excrements fins a arribar al seu cau.
- Amagar-se i esperar que aparegui l'animal per disparar a curta distància.
- Filats en coll, posar una xarxa entre dues branques d'arbre per a caçar ocells, tradicional a Menorca.
- Posar un parany, amb aliment per atreure l'animal.
- Imitar sorolls d'altres animals per atreure'ls cap al caçador.
- Es pot caçar sota l'aigua amb un fusell subaquàtic.

## Armes
Les armes utilitzades habitualment per a la cacera durant tota la prehistòria i fins pràcticament l'edat moderna eren: la llança, l'arc i les fletxes, així com la fona, a més dels gossos de caça. Per altra banda també s'utilitzaven altres mètodes com ara les trampes o construccions per acorralar i capturar animals salvatges.
Actualment la majoria de caçadors empren armes de foc per abatre les preses, principalment s'utilitzen escopetes i fusells de diversos tipus. Tot i això també es continuen utilitzant tècniques ancestrals, com el rastreig, l'ús de reclams o de gossos per tal de trobar les preses. Existeixen un gran nombre de cartutxos emprats per a la caça arreu del món, a Espanya els calibres més populars són el .30-06 Springfield seguit del .300 Winchester Magnum.

## Legislació
La caça és una activitat que està regulada amb diverses lleis i normatives, ja que la seva pràctica implicacions en àmbits complexos com la tinença i ús d'armes, la fauna salvatge i la conservació del medi ambient i sovint es realitza en espais privats o públics amb múltiples usos. A Catalunya actualment és vigent la llei de caça espanyola 1/1970, de 4 d'abril, modificada i actualitzada en diverses ocasions. També existeixen múltiples lleis, normatives i resolucions complementàries que en regulen la seva pràctica.

## Salut pública
Cada vegada més la pràctica de la caça és reconeguda com un focus important de transmissió de malalties d'animals a humans (zoonosi). El contagi es produeix per l'exposició dels caçadors als agents presents en el sòl dels boscos i les àrees de caça en general, i també pel contacte directe o consum d'animals infectats. A Catalunya hi ha una normativa per a l'autoconsum i comercialització de la carn de caça major.

## El seu paper en la conservació de la natura
Cada cop més, la pràctica de la caça és reconeguda com un element important en la conservació de la natura. Organitzacions com WWF han reconegut que, quan s'entén científicament com una dinàmica poblacional i es gestiona correctament, la caça de trofeus ha demostrat ser una eina efectiva de conservació en alguns països i per a certes espècies, incloent-hi espècies en perill.
En la mateixa línia, el 2016, la Convenció sobre el Comerç Internacional d’Espècies Amenaçades de Fauna i Flora Silvestres (CITES) va afirmar que l'activitat cinegètica «proporciona tant oportunitats de subsistència com incentius per a la conservació de l’hàbitat per a les petites comunitats rurals i genera beneficis que es poden invertir amb finalitats conservacionistes».
Recentment, científics de la Universitat de Hèlsinki, a Finlàndia, i de la Universitat Flinders, a Austràlia, han destacat que la caça recreativa pot reduir el nombre d'animals individuals en una població i, alhora, destinar terres a zones de caça en lloc de desenvolupar-hi activitats agrícoles o d’altres tipus, fet que pot beneficiar ecosistemes sencers. Aquests enfocaments suggereixen que, sota una gestió adequada i sostenible, la caça pot tenir un paper significatiu en la conservació d'espècies i la protecció dels seus hàbitats naturals.